# Amtsgericht Blomberg

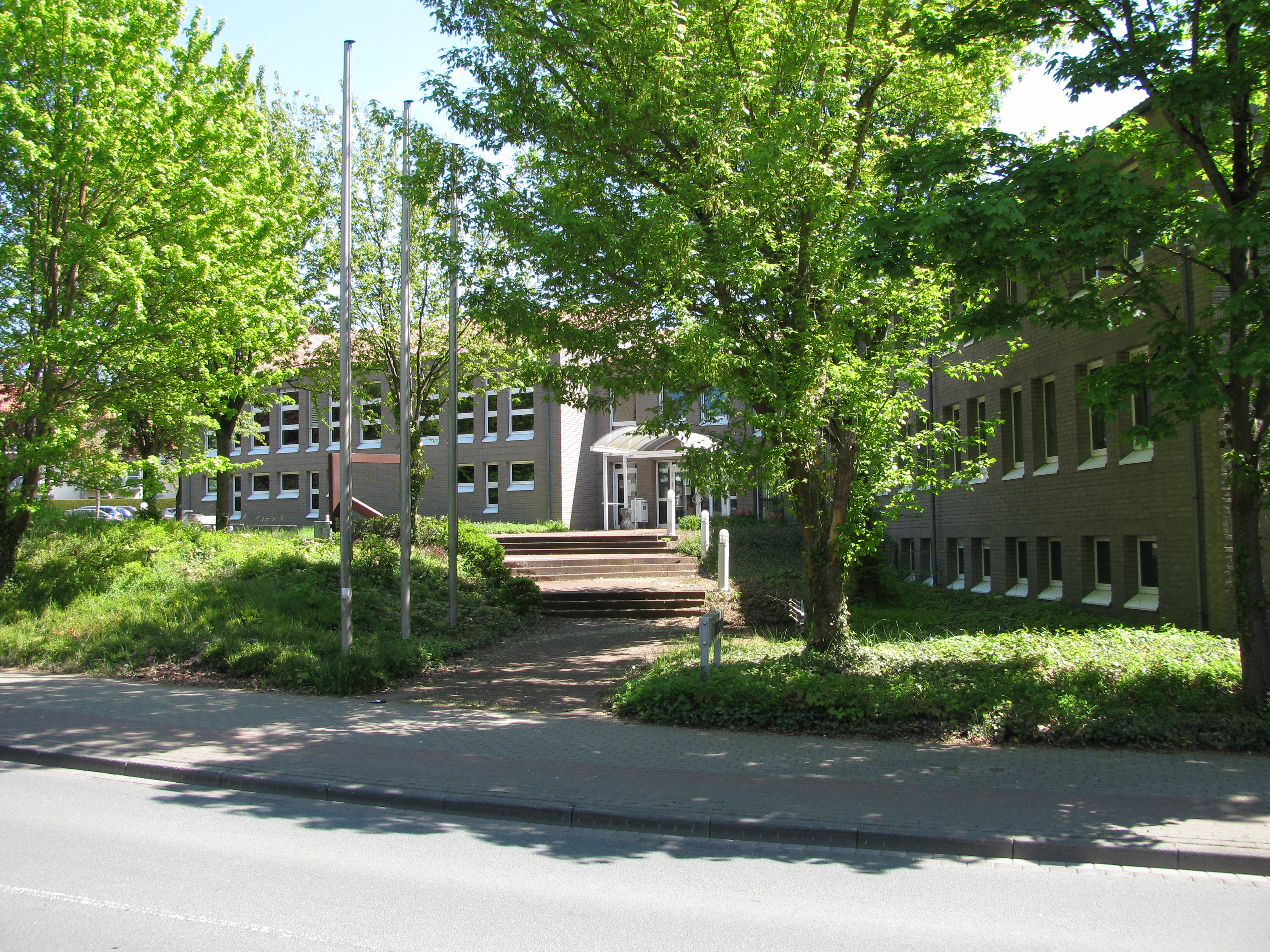
Heutiges Gerichtsgebäude an der Kolberger Straße

Das Amtsgericht Blomberg hat seinen Sitz in Blomberg und ist für die Städte Barntrup, Blomberg, Lügde und Schieder-Schwalenberg im südöstlichen Teil des Kreises Lippe zuständig. In dem 307 km² großen Gerichtsbezirk leben rund 46.000 Menschen.

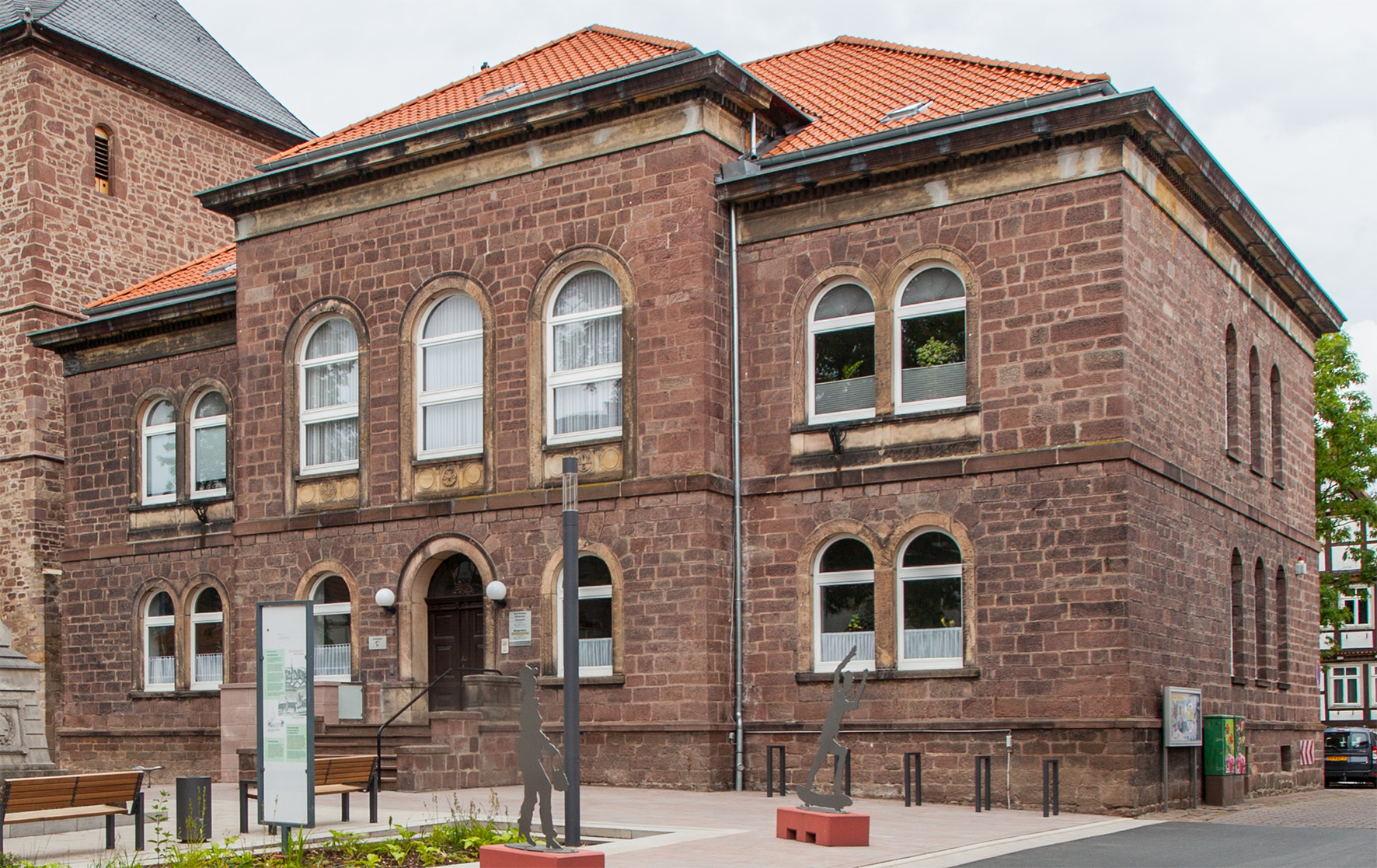
Früheres Gerichtsgebäude

## Übergeordnete Gerichte
Das dem Amtsgericht Blomberg übergeordnete Landgericht ist das Landgericht Detmold, das wiederum dem Oberlandesgericht Hamm untersteht.